# Буренко, Василий Иванович
Василий Иванович Буренко (1922—1997) — участник Великой Отечественной войны, командир взвода управления 128-го гвардейского артиллерийского полка (57-я гвардейская стрелковая дивизия, 4-й гвардейский стрелковый корпус, 8-я гвардейская армия, 1-й Белорусский фронт), гвардии младший лейтенант, Герой Советского Союза (1944).

## Биография
Родился 30 января 1922 года в х. Бурбуки (ныне — Родионово-Hесветайского pайона Ростовской области) в семье крестьянина. Русский.
Окончил 9 классов. Учился в культпросветшколе.
В Красной Армии с октября 1941 года. В действующей армии с 1942 года. В 1944 году окончил Киевское артиллерийское училище. Член ВКП(б)/КПСС с 1944 года.
Командир взвода управления комсомолец гвардии младший лейтенант Буренко 1 августа 1944 года в районе г. Магнушев (Польша) под огнём противника вплавь переправился через р. Висла и в числе первых ворвался во вражескую траншею. В рукопашной схватке уничтожил 9 гитлеровцев. Установив связь с огневой позицией батареи, умело вёл разведку целей и корректировал по ним огонь, в результате чего были уничтожены 2 пушки, 5 пулемётов и до роты вражеских автоматчиков. Способствовал овладению плацдармом.
С 1947 года гвардии лейтенант Буренко — в запасе. Жил в слободе Родионово-Несветайская.
Умер 31 мая 1997 года в этой же слободе.

## Память
- Пионерским дружинам Родионово-Несветайской и Самбекской средних школ было присвоено имя Героя.

## Награды и звания
- Герой Советского Союза.Указ Президиума Верховного Совета СССР от 26 октября 1944 года :
  - Орден Ленина,
  - Медаль «Золотая Звезда» № 3126.
- Орден Отечественной войны I степени. Указ Президиума Верховного Совета СССР от 11 марта 1985 года.
- Медали СССР.